# Giải Quả cầu vàng cho phim hoạt hình hay nhất
Giải Quả cầu vàng cho phim hoạt hình hay nhất là một trong các giải Quả cầu vàng được Hiệp hội báo chí nước ngoài ở Hollywood trao cho phim hoạt hình được bầu chọn là hay nhất. Giải này được bắt đầu lập ra từ năm 2006 và được trao cho phim Pixar Cars.

## Các phim đoạt giải và các phim được đề cử
Ghi chú:
- Bộ phim giành giải thưởng có nền màu xanh.
- "†" Phim này cũng đoạt Giải Oscar.

| Năm                        | Phim                              | Đề cử | Studio | Nhà phân phối                            |
| -------------------------- | --------------------------------- | --- | --- | ---------------------------------------- |
| 2006                       | Cars ‡                            | John Lasseter | Pixar Animation Studios                                                                                               | Walt Disney Studios Motion Pictures      |
| 2006                       | Happy Feet †                      | George Miller | Village Roadshow Pictures, Animal Logic, Kennedy Miller Productions                                                   | Warner Bros. Pictures                    |
| 2006                       | Monster House ‡                   | Gil Kenan | HìnhMovers, Amblin Entertainment, Relativity Media                                                                    | Columbia Pictures                        |
| 2007                       | Ratatouille †                     | Brad Bird | Pixar Animation Studios                                                                                               | Walt Disney Studios Motion Pictures      |
| 2007                       | Bee Movie                         | Simon J. Smith and Steve Hickner                                                                                      | DreamWorks Animation                                                                                                  | Paramount Pictures                       |
| 2007                       | The Simpsons Movie                | David Silverman | 20th Century Fox Animation, Gracie Films                                                                              | 20th Century Fox                         |
| 2008                       | WALL-E †                          | Andrew Stanton | Pixar Animation Studios                                                                                               | Walt Disney Studios Motion Pictures      |
| 2008                       | Bolt ‡                            | Chris Williams và Byron Howard                                                                                        | Walt Disney Animation Studios                                                                                         | Walt Disney Studios Motion Pictures      |
| 2008                       | Kung Fu Panda ‡                   | Mark Osborne và John Stevenson                                                                                        | DreamWorks Animation                                                                                                  | Paramount Pictures                       |
| 2009                       | Up †                              | Pete Docter | Pixar Animation Studios                                                                                               | Walt Disney Studios Motion Pictures      |
| 2009                       | Cloudy with a Chance of Meatballs | Phil Lord and Chris Miller                                                                                            | Sony Pictures Animation                                                                                               | Columbia Pictures                        |
| 2009                       | Coraline ‡                        | Henry Selick | Laika, Pandemonium | Focus Features                           |
| 2009                       | Fantastic Mr. Fox ‡               | Wes Anderson | Fox Animation Studios                                                                                                 | 20th Century Fox                         |
| 2009                       | The Princess and the Frog ‡       | Ron Clements và John Musker                                                                                           | Walt Disney Animation Studios                                                                                         | Walt Disney Studios Motion Pictures      |
| 2010                       | Toy Story 3 †                     | Lee Unkrich | Pixar Animation Studios                                                                                               | Walt Disney Studios Motion Pictures      |
| 2010                       | Despicable Me                     | Pierre Coffin và Chris Renaud                                                                                         | Illumination Entertainment                                                                                            | Universal Pictures                       |
| 2010                       | How to Train Your Dragon ‡        | Chris Sanders và Dean DeBlois                                                                                         | DreamWorks Animation                                                                                                  | Paramount Pictures                       |
| 2010                       | The Illusionist ‡                 | Sylvain Chomet | Pathé, Django Films                                                                                                   | Sony Pictures Classics                   |
| 2010                       | Tangled                           | Nathan Greno and Byron Howard                                                                                         | Walt Disney Animation Studios                                                                                         | Walt Disney Studios Motion Pictures      |
| 2011                       | The Adventures of Tintin §        | Steven Spielberg | Nickelodeon Movies, Amblin Entertainment, WingNut Films, The Kennedy/Marshall Company, Weta Digital, Hemisphere Media | Paramount Pictures and Columbia Pictures |
| 2011                       | Arthur Christmas                  | Sarah Smith | Aardman Animations, Sony Pictures Animation                                                                           | Columbia Pictures                        |
| 2011                       | Cars 2                            | John Lasseter | Pixar Animation Studios                                                                                               | Walt Disney Studios Motion Pictures      |
| 2011                       | Puss in Boots ‡                   | Chris Miller | DreamWorks Animation                                                                                                  | Paramount Pictures                       |
| 2011                       | Rango †                           | Gore Verbinski | Nickelodeon Movies, GK Films, Industrial Light & Magic                                                                | Paramount Pictures                       |
| 2012                       | Brave †                           | Mark Andrews và Brenda Chapman                                                                                        | Pixar Animation Studios                                                                                               | Walt Disney Studios Motion Pictures      |
| 2012                       | Frankenweenie ‡                   | Tim Burton | Walt Disney Pictures                                                                                                  | Walt Disney Studios Motion Pictures      |
| 2012                       | Hotel Transylvania                | Genndy Tartakovsky | Sony Pictures Animation                                                                                               | Columbia Pictures                        |
| 2012                       | Rise of the Guardians             | Peter Ramsey | DreamWorks Animation                                                                                                  | Paramount Pictures                       |
| 2012                       | Wreck-It Ralph ‡                  | Rich Moore | Walt Disney Animation Studios                                                                                         | Walt Disney Studios Motion Pictures      |
| 2013                       | Frozen †                          | Chris Buck và Jennifer Lee                                                                                            | Walt Disney Animation Studios                                                                                         | Walt Disney Studios Motion Pictures      |
| 2013                       | The Croods ‡                      | Kirk DeMicco and Chris Sanders                                                                                        | DreamWorks Animation                                                                                                  | 20th Century Fox                         |
| 2013                       | Despicable Me 2 ‡                 | Pierre Coffin and Chris Renaud                                                                                        | Illumination Entertainment                                                                                            | Universal Pictures                       |
| 2014                       |                                   | | |                                          |
| How to Train Your Dragon 2 | Dean DeBlois                      | DreamWorks Animation                                                                                                  | 20th Century Fox |                                          |
| Big Hero 6                 | Don Hall and Chris Williams       | Walt Disney Animation Studios                                                                                         | Walt Disney Studios Motion Pictures                                                                                   |                                          |
| The Book of Life           | Jorge Gutierrez                   | Reel FX Creative Studios, 20th Century Fox Animation                                                                  | 20th Century Fox |                                          |
| The Boxtrolls              | Graham Annable và Anthony Stacchi | Laika | Focus Features |                                          |
| The Lego Movie             | Phil Lord and Christopher Miller  | Village Roadshow Pictures, Lego System A/S, Vertigo Entertainment, Lin Pictures, Animal Logic, Warner Animation Group | Warner Bros. Pictures                                                                                                 |                                          |